# Vratislav II
Vratislav II Premysl (décédé le 14 janvier 1092) est couronné prince de Bohême le 28 janvier 1061 et roi de Bohême en avril 1085. Il est le fils du prince Bretislav Ier de Bohême et frère de Spytihněv II de Bohême, de Conrad Ier de Bohême, duc de Brno, d'Othon Ier le Beau, duc d'Olomouc et de Jaromir de Prague, le cadet que l'on destina à la carrière ecclésiastique et à l'évêché de Prague.

## En Bohême
La tradition voulait que la Moravie soit confiée au frère cadet du prince tchèque et que ses deux frères cadets, Conrad et Othon, obtiennent la charge de Brno et Olomouc alors qu'au benjamin Jaromír échoit l'évêché de Prague, poste alors prestigieux et influent. 
Mais une inimitié grandit entre les deux frères et Vratislav II fonde l'évêché de Moravie à Olomouc, dépendant de l'archevêché de Mayence afin de contrer et d'affaiblir le pouvoir de son frère. L'Empire et Rome sont appelés en arbitres du conflit qui s'efface pour un temps avec la nomination de Jaromir au poste de chancelier d'Henri IV du Saint-Empire en 1077. L'empereur édicte, au Reichstag de Mayence en avril 1085, la suppression de l'évêché d'Olomouc, la Moravie repasse sous la juridiction de l'évêché de Prague mais Vratislav le renouvelle peu après. Parti à Rome pour protester auprès du pape Urbain II, Jaromir meurt en chemin (1090).
Les dernières années de son règne sont marquées par des querelles dynastiques. À la suite du décès, en 1086, d'Othon Ier le Beau d'Olomouc, il confie le duché d'Olomouc à son fils Boleslav de Bohême, Vratislav II se voit contré par Conrad de Brno contre lequel il lève une armée menée par son autre fils, Bretislav qui en profite pour se retourner contre son père. Selon la coutume de la tanistrie ancien mode successoral tchèque, Vratislav II désigne son frère cadet Conrad comme héritier légitime. Réconciliés, Vratislav et Conrad défont Bretislav qui fuit en Hongrie.
Il meurt à la suite d'une blessure de chasse en 1092 et il est inhumé dans la basilique Saint-Georges de Prague. Son règne de trente ans est marqué par la montée en puissance de la Bohême sur la scène politique européenne, cela restera de courte durée.

## Politique étrangère
Vratislav II est le vassal et l'allié de l'empereur Henri IV du Saint-Empire qu'il soutient lors de la querelle des Investitures, de la révolte des Saxons. Le pape Grégoire VII qui poursuivait sa politique d'encerclement dirigée contre l'empereur Henri IV jouissait du soutien du duc de Pologne Boleslas II de Pologne mais la réussite de son plan dépendait de son habileté à gagner également le duc de Bohême.
Le pape confirma d'abord le privilège tant désiré de porter la mitre et la tunique accordée au prédécesseur du duc Vratislav et il remercia celui-ci pour la régularité du paiement du tribut convenu. Il se trouvait que Vratislav II était fier de ce privilège particulier. En effet son frère l'évêque Jaromir lui causait beaucoup d'ennuis et il aimait l'irriter en portant ostensiblement sa mitre et ses vêtements au cours des cérémonies religieuses. Le pape cherchait à être agréable au duc dans ses démêlés avec l'évêque qui feignait d'ignorer le nouveau diocèse créé par Vratislav en Moravie en 1063. Le prélat finit par prendre les armes pour ramener au diocèse de Prague les possessions moraves qui lui avait été aliénées en faveur du nouvel évêché. Néanmoins tous les efforts du Saint-Siège furent vains ; le duc tchèque avait choisi d'accorder son soutien à Henri IV.
Lorsque les Saxons se révoltèrent contre l'empereur et ruinèrent ses projets d'intervention en Pologne Vratislav II vint à l'aide d'Henri IV et ses troupes firent preuve d'une bravoure exceptionnelle à la bataille d'Unstrut. Henri IV alla jusqu'à faire de Jaromir, connu en Allemagne sous le nom de Gebhard, son chancelier à la grande satisfaction de son frère qui se débarrassait ainsi d'un prélat encombrant.
À la bataille de Flarchheim les Tchèques se battirent avec une telle opiniâtreté qu'ils sauvèrent l'honneur de l'armée impériale vaincue. Il réussirent même à s'emparer de l'Épée d'Or du prétendant Rodolphe de Rheinfelden duc de Souabe et candidat du pape au trône impérial. Cette épée fut le trophée que l'on portait ensuite devant le duc tchèque dans les grandes occasions solennelles. Lorsque Henri IV assiégea Rome en 1083 ce furent encore les Tchèques qui, des soldats de son armée, entrèrent les premiers dans la cité éternelle.
Tout en étant le champion d'un empereur excommunié Vratislav II s'arrangea pour rester dans les meilleurs termes avec le pape Grégoire VII. Il y eut peut-être une raison supplémentaire à l'hostilité du duc envers le pape. Grégoire refusa en effet catégoriquement d'accorder aux Tchèques le privilège de pouvoir dire la liturgie en langue slavonne.
Malgré cette déception, Vratislav n'unit pas son sort à l'antipape de l'empereur avant la mort de Grégoire et, même alors, ne perdant pas de vue son intérêt, il demanda à être exempté du versement annuel pour le privilège de porter la mitre, requête qui ne plut pas le moins du monde à l'antipape Clément III.
Vratislav II semble avoir également convoité les Marches de Misnie et de Lusace peuplées par des tribus slaves. Toutefois malgré les promesses de l'empereur et l'heureux dénouement de son combat contre les margraves rebelles de ces territoires hostiles à l'empire, Vratislav II ne réussit finalement pas. Lorsque furent écartées les menaces lancées par la Pologne et les margraves, il reçut l'ordre de l'empereur de rendre les territoires à leurs seigneurs allemands. Il conserva cependant quelques possessions en Basse Lusace de 1076 à 1086 et il espérait que l'empereur finirait par lui laisser cette région en fief de l'empire mais en 1088, à son plus profond dépit, Meissen fut offert à la Marche de l'Est saxonne Henri Ier de Misnie.
Ce fait refroidit considérablement l'ardeur du roi pour la cause impériale et bien qu'il ne quittât pas le service d'Henri IV, il s'abstint désormais de lui accorder une aide militaire.

## Descendance
Vratislav II eut deux épouses :
- en 1057 Adélaïde de Hongrie morte en 1062 fille d’André Ier de Hongrie, dont sont issus :  
  - Bretislav II de Bohême,
  - Judith morte en 1086 qui épousa en 1080 Ladislas Ier Herman fils du roi de Pologne Casimir Ier le Restaurateur ;
- en 1062 Świętosława de Pologne, morte en 1126, fille de Casimir Ier le Restaurateur dont il eut quatre fils et une seconde fille baptisée également Judith :
  - Boleslav de Bohême duc d'Olomouc en 1090 mort en 1091,
  - Bořivoj II de Bohême,
  - Vladislav Ier de Bohême,
  - Sobeslav Ier de Bohême,
  - Judith morte le 9 décembre 1108 qui épousa Wiprecht de Groitzsch.

## Sources
- Francis Dvornik, Les Slaves histoire, civilisation de l'Antiquité aux débuts de l'Époque contemporaine, Paris, éditions du Seuil, 1970, 1196 p.
- Jörg K. Hoensch et Françoise Laroche (traduction), Histoire de la Bohême, Paris, Éditions Payot, 1995 (ISBN 2228889229), p. 50,51,57-61,65,68,70,77.
- Pavel Bělina, Petr Čornej et Jiří Pokorný, Histoire des Pays tchèques, Points Histoire U 191, Éditions du Seuil, (Paris, 1995) (ISBN 2020208105).
- (de) Europäische Stammtafeln, vol. 3, Francfort-sur-le-Main, Vittorio Klostermann, Gmbh, 2004 (ISBN 3465032926), Die Herzoge von Böhmem I und die Fürsten von Mähren (Die Przemysliden)  Tafel 55.
- (en) Nora Berend, Przemyslaw Urbanczyk et Przemislaw Wiszewski, Central Europa in the High Middle Ages. Bohemia -Hungary and Poland c.900-c.1300, Cambridge, Cambridge University Press, 2013, 546 p. (ISBN 978-0-521-78695-9), p. 167,181,183,236,239,259,316,329,375,384.